# Skarbiec (Górowo Iławeckie)
Skarbiec est un village polonais de la voïvodie de Varmie-Mazurie, dans le powiat de Bartoszyce.